# Dire Dawa
Dire Dawa is een stad in Ethiopië. De stad is geen onderdeel van een regio (kilil of staat), maar is een bestuurlijk onafhankelijke stad (astedader akabibi). Dire Dawa heeft 412.000 inwoners (2007), maar alleen de stad zelf heeft 293.173 inwoners (2007).
Dire Dawa is gelegen in het oosten van Ethiopië op de grens van de regio's Oromiya en Somali. Dire Dawa kent geen zones, maar heeft wel twee woredas; de stad Dire Dawa zelf en de niet stedelijke woreda Gurgura. De drie omvangrijkste etnische groepen zijn de Oromo (48%), de Amharen (27,7%) en de Somaliërs (13,9%).

## Geboren in Dire Dawa
- Ismaïl Omar Guelleh (1946), president van Djibouti (1999-heden)
- Youssouf Hersi (1982), Nederlands voetballer
- Abdus Ibrahim (1991), Amerikaans voetballer
- Minyeshu, zangeres en danseres

Regio's (kililoch): Afar · Amhara · Benishangul-Gumuz · Gambela · Harari · Oromia · Sidama · Somali · Tigray · Yedebub Biheroch Bihereseboch na Hizboch · Zuidwest
Bestuurlijk onafhankelijke steden (astedader akababiwach): Addis Abeba · Dire Dawa